# Protesta de los Trece
La Protesta de los Trece es un hecho histórico que ocurrió el 18 de marzo de 1923 en Cuba, protagonizado por trece jóvenes intelectuales encabezados por Rubén Martínez Villena. La protesta se enmarca en una época de corrupción dominante, donde el presidente cubano Alfredo Zayas y Alfonso compró, con fondos del estado, el viejo Convento de Santa Clara de Asís a un precio escandaloso, en una época en que la economía cubana estaba en muy mal momento. La trascendencia del hecho se debe a que fue la primera expresión política de los intelectuales cubanos, como grupo definido, a través de la cual quedó pactado su compromiso con el destino de la Patria en la próxima década.

## Marco Histórico
El presidente Alfredo Zayas y Alfonso (1921-1925) asume el poder en medio de la grave crisis económica, financiera y política iniciada el año anterior.[cita requerida] No obstante, entre 1923 y 1925 hay una efímera recuperación azucarera.
Ya desde 1913, al cesar en su cargo de Vicepresidente de la República, se había autodesignado historiador oficial de Cuba con un sueldo de 500 pesos mensuales. Durante su mandato ganó dos veces el primer premio de la Lotería Nacional, y fue el único presidente que se erigió una estatua en vida. Dio vía libre al juego y otros vicios; distribuyó «botellas» y promovió una ley de amnistía que beneficiaba a los que habían cometido fraudes. Al final de su mandato, su fortuna personal ascendía a varios millones de pesos.[cita requerida]
Muestra de los negocios que promovió es la compra del convento capitalino de Santa Clara a una empresa privada. En la época de las «vacas gordas», la Iglesia lo había vendido por un millón de pesos a la citada empresa, y ahora, en plena crisis, el Estado paga por él dos millones trescientos mil pesos. 
El escándalo suscitó gran repulsa popular y dio lugar a un hecho que tuvo gran resonancia pública: la llamada «Protesta de los 13». Con motivo de un homenaje que se rendía a la escritora uruguaya Paulina Luissi en la Academia de Ciencias de Cuba, iba a usar de la palabra Erasmo Regüeiferos, miembro del Gabinete de Alfredo Zayas y Alfonso y uno de los responsables de aquella operación. Antes de que el orador comenzara, varios jóvenes intelectuales se pusieron de pie, y uno de ellos, el abogado y poeta Rubén Martínez Villena, denunció la compra fraudulenta y acusó a Regüeiferos ante el auditorio. 
El grupo se retiró del acto publicando un manifiesto firmado por Rubén Martínez Villena, José Antonio Fernández de Castro, Calixto Masó, Félix Lizaso, Alberto Lamar Schweyer, Francisco Ichaso, Luis Gómez Wangüemert, Juan Marinello Vidaurreta, José Tallet, José Manuel Acosta, Primitivo Cordero Leyva, Jorge Mañach y J.L. García Pedrosa, 13 intelectuales, dando nombre a la protesta.

## Legado
Casi todos los firmantes se destacarían después en las artes, las letras y en la política y darían origen al llamado Grupo Minorista, de honda repercusión en la historia de esa época. Dos de los protagonistas, Martínez Villena y Juan Marinello Vidaurreta, desempeñarían más tarde, hasta la muerte, altos cargos de dirección en el movimiento obrero y comunista. La Protesta de los Trece constituyó un ejemplo de cómo los jóvenes intelectuales asumían una posición combativa ante lo mal hecho. Esta histórica acción fue dirigida por Rubén Martínez Villena.